# Causse du Larzac

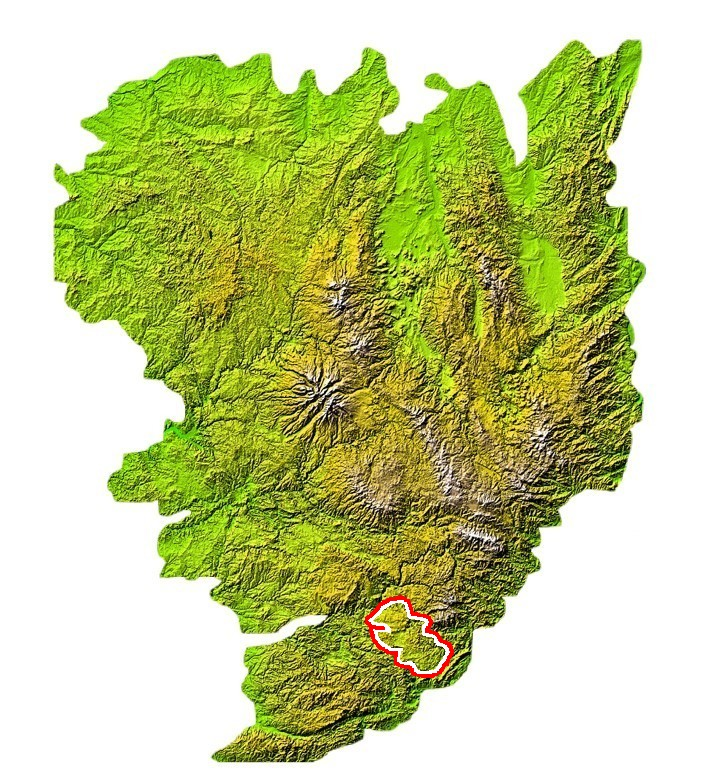
locatie in het Centraal Massief

Causse du Larzac is een van de Causses (kalksteenplateaus) in het departement Aveyron in Zuid-Frankrijk. De Larzac ligt eveneens in het regionaal natuurpark van de Grands Causses.
Het is onderdeel van de 'Grands Causses' en staat als 'Causses' en Cévennes: mediterraan cultureel landbouw- en weidelandschap' sinds 2011 op de Unesco Werelderfgoedlijst